# Neuer jüdischer Friedhof (Bad Camberg)

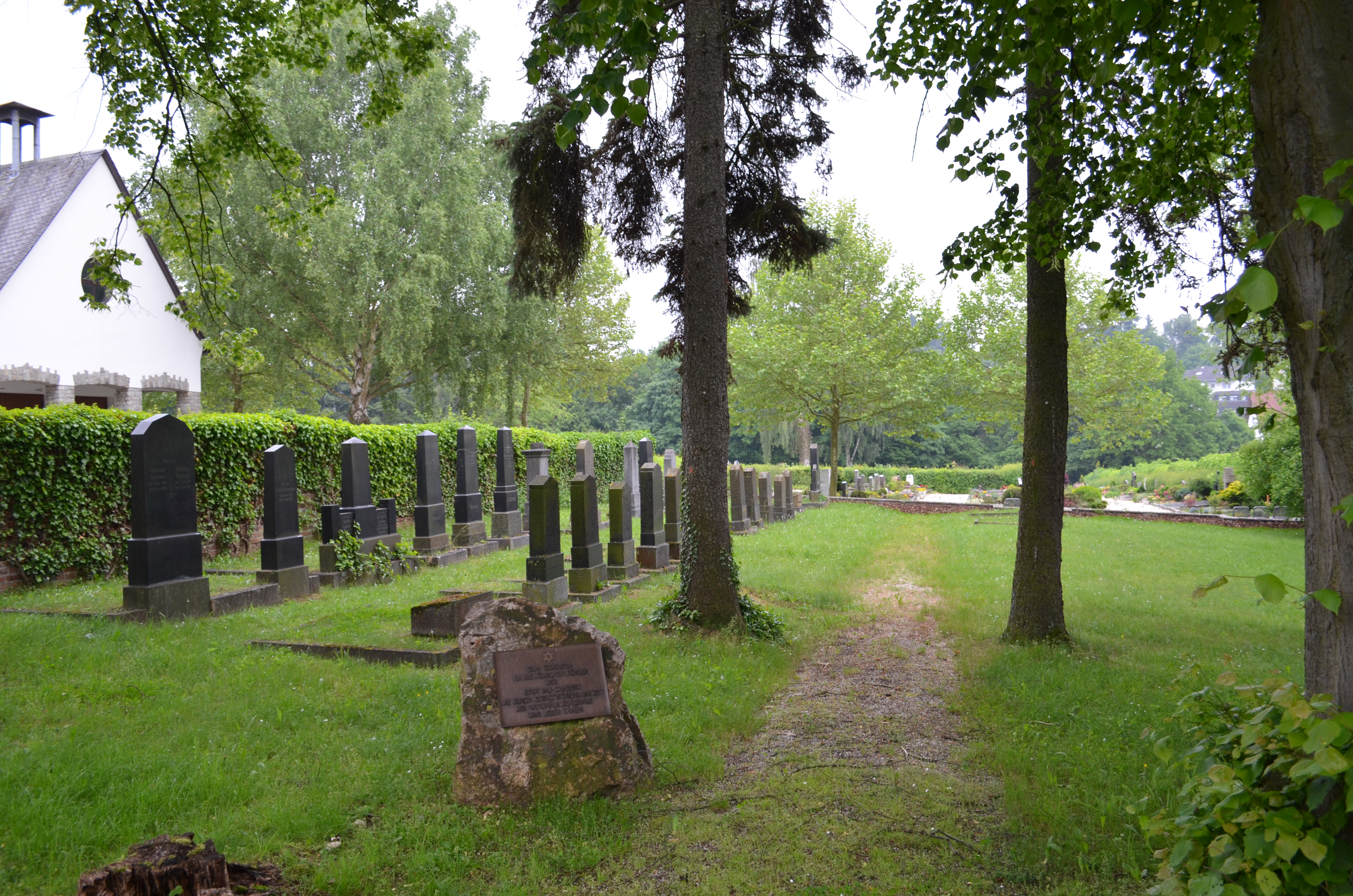
Neuer jüdischer Friedhof in Bad Camberg

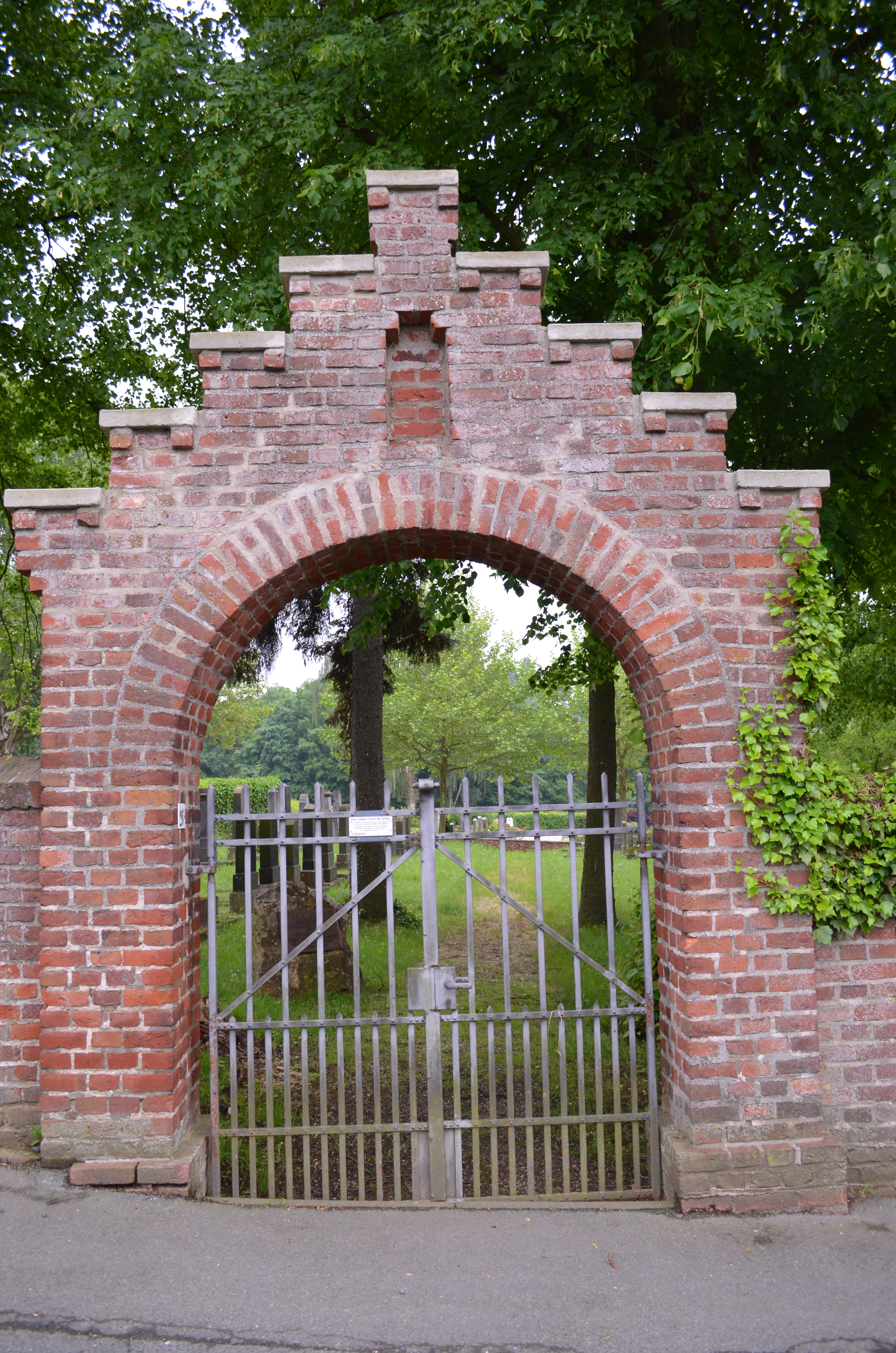
Bogenportal

Der Neue jüdische Friedhof in Bad Camberg, einer Stadt im Landkreis Limburg-Weilburg im Westen von Hessen, wurde 1908 errichtet. Der  7,37 Ar große jüdische Friedhof an der Kapellenstraße ist ein geschütztes Kulturdenkmal.
Der Friedhof wird von einer Mauer aus Backsteinen umfriedet. Der Eingang besteht aus einem abgetreppten Bogenportal.